# Coccoloba litoralis
Coccoloba litoralis är en slideväxtart som beskrevs av Ignatz Urban. Coccoloba litoralis ingår i släktet Coccoloba och familjen slideväxter. Inga underarter finns listade i Catalogue of Life.